# San Agustín del Pozo
San Agustín del Pozo es un municipio y localidad de España de la provincia de Zamora y de la comunidad autónoma de Castilla y León.
Tiene una superficie de 14,49 km² con una población de 206 habitantes y una densidad de 14,22 hab./km². Su término se encuentra integrado en la reserva nacional de caza de «Lagunas de Villafáfila». En su casco urbano destaca la iglesia parroquial de la Natividad de la Virgen. La fiesta principal es el 28 de agosto, día de San Agustín.
Posee el único observatorio astronómico de la provincia de Zamora, construido por un pastor de la zona integrado en su propia vivienda.

## Historia
La presencia humana en estas tierras debió ser muy temprana, de acuerdo con los hallazgos que, poco a poco, van apareciendo, entre los que destacan algunas hachas neolíticas y puntas de flecha. Desde aquí se desarrolló la explotación de la sal de las lagunas en la época romana, de cuya presencia hay numerosos restos, como la cabeza de mármol que se conserva en el Museo de Zamora, o tégulas y cerámica (Los Villares, Fuente de la Dehesa).
San Agustín debió surgir como población a finales del siglo XII o principios del XIII, siendo repoblada por los reyes de León, junto a la vereda de Benavente a Toro, pero aparece citado por primera vez a principios del siglo XIV (1310), en una relación de las rentas que percibía el obispo de Astorga, por entonces su propietario. Antes pertenecieron las tierras a la Orden de Santiago (1229) y más tarde pasaron a Bernardino Pimentel, Marqués de Tábara (1541), manteniéndose así hasta la abolición de los señoríos a mediados del siglo XIX. Dentro del término municipal también existieron los actualmente despoblados de San Clemente (en el pago de La Somadica) y Fortiñuela (en el pago de Fuente de la Dehesa).
Ya en la Edad Contemporánea, al crearse las actuales provincias en la división provincial de 1833, San Agustín del Pozo quedó encuadrado en la provincia de Zamora, dentro de la Región Leonesa. Hasta la reforma de la nomenclatura municipal de 1916 el municipio se llamaba simplemente San Agustín. En dicha fecha su nombre fue modificado por el de San Agustín del Pozo.

## Demografía
Cuenta con una población de 166 habitantes (INE 2024).
| Gráfica de evolución demográfica de San Agustín del Pozo entre 1842 y 2021 |
| |
| Población de derecho según los censos de población del INE Población de hecho según los censos de población del INEEn estos censos se denominaba San Agustín: 1842, 1857, 1860, 1877, 1887, 1897, 1900 y 1910 |

## Patrimonio
- Iglesia parroquial de la Natividad de la Virgen. De época medieval tiene como piezas interesantes el retablo mayor (siglo XVI), compuesto por trece tablas, además de diversas figuras en bajorrelieve, que parecen proceder de talleres toresanos. La pila bautismal es muy ruda y aparece grabada con una gran cruz al frente, rodeada de otras menores, un aspa y una concha.

## Fiestas
Las fiestas patronales se celebran en honor a San Agustín a finales de agosto, siendo también remarcable la celebración de Nuestra Señora de la Natividad (8 de septiembre). Por otro lado, San Agustín del Pozo festeja también a San Antonio Abad (17 de enero), así como Las Candelas (2 de febrero), el “Domingo Tortillero” (domingo anterior a Domingo de Ramos), San Marcos (25 de abril) y San Isidro (15 de mayo).